# Der Baulöwe
Der Baulöwe ist der letzte Kinofilm mit Rolf Herricht. Die Komödie handelt von den Schwierigkeiten, die der Bauherr eines Eigenheims angesichts des Mangels an Baustoffen in der DDR (und auch der Mangelwirtschaft allgemein) überwinden muss. Der Film wurde am 5. Juni 1980 im Berliner Kino Kosmos uraufgeführt.

## Handlung
Ralf Keul ist ein bekannter Entertainer bei Theater und Fernsehen. Als er sich mit seiner Frau Doris und den erwachsenen Töchtern Ingrid und Kirsten bei seinen Schwiegereltern an der Ostsee aufhält, erfährt er vom Bürgermeister, dass der Pachtvertrag für ein Grundstück, das die Schwiegereltern bei Doris’ Geburt von der Gemeinde gepachtet haben, aufgelöst werden soll, falls das Gelände nicht innerhalb eines Jahres bebaut wird.
Nach einem Lottogewinn von 35.000 Mark beschließen die Keuls, auf dem Grundstück ein Sommerhaus zu errichten. Da Ralf ein Fertigteilhaus ablehnt, entwirft ihm der Architekt Paul ein individuelles Eigenheim. Vor und während der Arbeiten ist der Bau von einer Vielzahl von Pannen begleitet: Nachdem er erfährt, dass sie sich Baumaterial von anderen Baustellen zusammenstehlen, entlässt Ralf die Maurer. Beim Versuch, ihn mit Zementsäcken zu beladen, bricht Ralfs Wartburg zusammen, so dass er sich als Ersatz bei dem windigen Autohändler Kurt einen altersschwachen, völlig überteuerten Gebrauchtwagen, einen Opel Rekord P2, kaufen muss. Die Dachdecker, die Ralf unklugerweise schon vor Beendigung ihrer Arbeiten bezahlt hat, tauchen nicht wieder auf, so dass im Dach ein Loch zurückbleibt. Da er wegen des Baustresses und wegen einer Autopanne einmal gar nicht, ein weiteres Mal mit deutlicher Verspätung zu seiner Vorstellung in Berlin erscheint, wird ihm das Engagement gekündigt.
Durch die zahlreichen unvorhergesehenen Zwischenfälle ist bald ein Großteil des Lottogewinns aufgebraucht, so dass die Keuls einen Bankkredit aufnehmen müssen, was einen zähen Papierkrieg mit Bank und Behörden mit sich bringt. Heimlich verkauft Ralf zudem zwei Stücke aus seiner geliebten Münzsammlung an den Architekten Paul.
Das junge Fräulein Müller, das Ralf Fliesen zu verschaffen verspricht, verabredet sich mit ihm am FKK-Strand, was ihm eigentlich zuwider ist. Ein Badegast fotografiert die beiden in der Annahme, es handle sich um Keuls Frau. Als Doris später dieses Foto zwischen Ralfs Fanpost entdeckt, reicht sie umgehend die Scheidung ein. Als jedoch Ralf vor dem Scheidungsgericht seine Notlage schildert, zeigen die Richter volles Verständnis. Ein Bauherr ohne Erfahrung, so sagen sie, sei einer höheren Gefährdung und Belastung ausgesetzt als ein Testpilot, insofern der Testpilot weiß, was er da fliegt. Die Scheidungsklage wird abgewiesen.
Trotz aller Widrigkeiten ist das Haus schließlich fertig. Ralf und Doris frühstücken auf der Terrasse. Die anfängliche Ruhe wird durch das Eintreffen von immer mehr Gästen gestört: zunächst die beiden Töchter mit ihren Lebensgefährten und Ingrids inzwischen geborener Tochter, dann der Architekt Paul mit seiner Familie und schließlich auch Intendant und Regisseur, ebenfalls mit Familien. Der Regisseur, mit dem sich Ralf überworfen hat, versöhnt sich mit diesem und bietet ihm die Mitwirkung an einem neuen Stück an. Ralf entdeckt ein Paar Ohrenschützer, die ihm die ersehnte Ruhe ermöglichen, und beginnt seine neue Rolle zu lernen.

## Produktion
Drehort waren der Darß und Ahrenshoop. Das Haus der Familie Keul steht heute noch und sieht, bis auf einen neuen Anstrich, noch so aus wie im Film.

## Kritik
Obwohl der Film heute, da die Absurditäten der DDR-Mangelwirtschaft lange zurückliegen, in Ostdeutschland eine gewisse Popularität besitzt, fielen die zeitgenössischen Kritiken einhellig negativ aus. Helmut Ulrich von der Neuen Zeit resümierte knapp: "Ein populärer Schauspieler (gespielt von Rolf Herricht) läßt sich da beim Ostseebungalowbau von den Handwerkern nach allen Regeln der Kunst neppen, unbelehrt bis zuletzt, und daraus wird weder so recht Satire noch so recht Klamotte; es reicht nur zum mäßigen Schwank". Günter Sobe widmete dem Film in der Berliner Zeitung einen ganzen Artikel, der einem Verriss gleichkam: " 'Der Baulöwe' firmiert unter dem Markenzeichen Lustspielfilm, allein schiene mir der Begriff Trauerspielfilm angemessener." Im SED-Parteiblatt Neues Deutschland benannte Henryk Goldberg den Film ohne große Umschweife als einen "künstlerische[n] Mißerfolg", dessen Fundament bereits im Buch läge: "Das Thema also scheint durchaus tragfähig und geeignet für einen Lustspielstoff. Das Buch nun erzählt die Situationen dieser langen und teuren Odyssee zum Eigenheim, gibt hier und da auch durchaus komische Situationen vor, die jedoch dem Fernsehschwank näher stehen als der Kinokomödie. Diese Einschichtigkeit mag entstehen, weil Belicke die meisten der Szenen erkennbar auf eine Pointe hin baut, die den langen Anlauf selten rechtfertigt und es zudem nicht vermag, die einzelnen Situationen zur vorwärtstreibenden Geschichte zu binden. Die Fabel scheint zu stagnieren, es fügt sich gleichsam Stein zu Stein, ohne daß daraus ein Haus erwächst." Auch Rolf Herricht selbst, auf den der ganze Film zugeschnitten war, war mit der Umsetzung sehr unzufrieden: "Wir schütten mit unserem Humor ein Problem zu, das viel tiefer liegt, statt seine Wurzeln freizulegen."

„Weitgehend einfallslose Komödie, deren Glanzpunkte allenfalls im verschmitzt-naiven Spiel des Hauptdarstellers Rolf Herricht liegen.“

## Hintergründe
Der 1979 entstandene Film war die erste Kinohauptrolle Herrichts seit Der Mann, der nach der Oma kam (1971).
Auf DVD erschien der Film 2003 (gemeinsam mit Herrichts erstem Kinofilm Musterknaben), 2014 (Sonderedition 60 Jahre DEFA) und 2017 (gemeinsam mit Geliebte weiße Maus).